# 小行星5991
小行星5991（英語：5991 Ivavladis）是一颗围绕太阳公转的小行星。1979年4月25日，尼古拉·切爾尼赫在克里米亚发现了此天体。
这颗小行星的绝对星等为137.1052909782511等。